# Мирный воин
«Мирный воин» (англ. Peaceful Warrior) — драма 2006 года режиссёра Виктора Сальвы. Фильм основан на реальных событиях по книге Дэна Миллмэна «Путь мирного воина».

## Сюжет
Фильм, вышедший 26 июня 2006 года, основан на автобиографической книге Дэна Миллмэна «Путь мирного воина», и это история о силе человеческого духа.
В этой истории студент Дэн Миллмэн — талантливый, но заносчивый гимнаст, у которого, кажется, есть всё. Получает хорошие оценки в колледже, легко знакомится с девушками, и тренируется для того, чтобы попасть в олимпийскую сборную США по гимнастике.
Но эгоизм и честолюбие мучают его, Дэн просыпается по ночам в холодном поту. Его мир переворачивается с ног на голову, когда он встречает таинственного незнакомца, которого он назвал Сократом. Сократ, видимо, обладает какими-то сверхчеловеческими способностями. Он становится наставником Дэна, чтобы научить его действительно важным вещам, раскрыть глаза на реальность и научить жить в моменте сейчас.
Неожиданно Дэн получает серьёзную травму, его спортивная карьера перечёркнута, и душа надломлена. Тогда с помощью Сократа и таинственной молодой девушки Джой, передвигающийся на костылях Дэн приходит к осознанию, что сила духа и чистота разума и есть то, что ведёт человека к его истинному величию. Он понимает, что должен отпустить личность, которой, как он думает, он был, и что, начиная с этого момента, должен начать жить заново, ценя сам процесс и принимая как должное неподконтрольность своего будущего. И одерживает большую внутреннюю победу, благодаря этому возвращается в спорт, завоёвывает золотую медаль на чемпионате мира, и завоёвывает любовь женщины своей жизни.

## В ролях
| Актёр              | Роль        |
| ------------------ | ----------- |
| Скотт Мекловиц     | Дэн Миллмэн |
| Ник Нолти          | Сократ      |
| Эми Смарт          | Джой        |
| Пол Уэсли          | Тревор      |
| Эштон Холмс        | Томми       |
| Агнес Брукнер      | Сюзи        |
| Беатрис Розенблатт | Дори        |
| Тим Дикей          | Тренер      |

## Факты
- Картину постиг кассовый провал. При бюджете в 12 000 000 она собрала в мировом прокате 4 300 000 долларов США[1]. Но в дальнейшем заработала по всему миру, став культовой.

## Отзывы
На сайте-агрегаторе Rotten Tomatoes фильм имеет рейтинг 25% на основании 71 критического отзыва. 